# Едвард Топселл

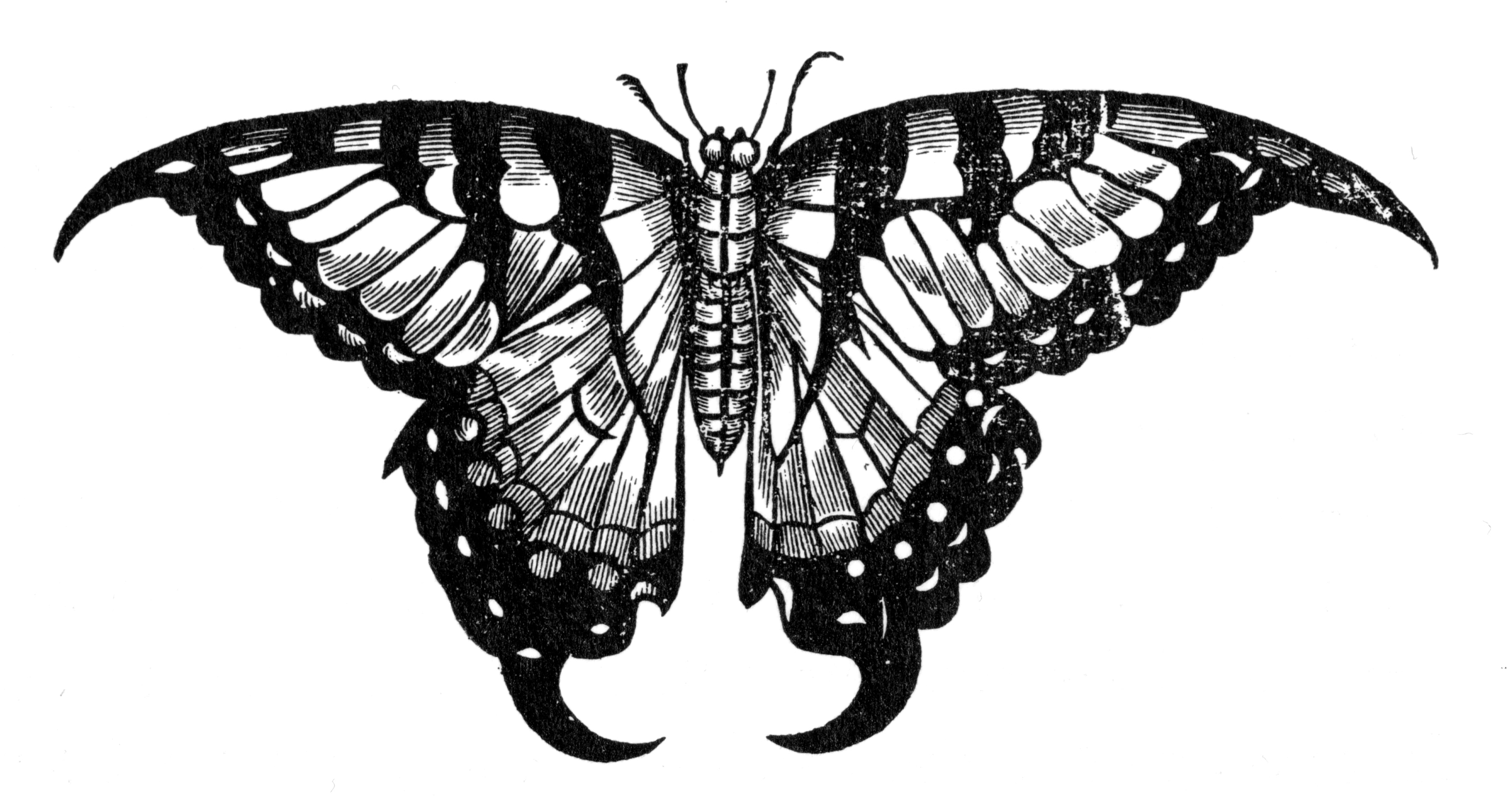
Зображення Papilio machaon з історії Топселла

Едвард Топселл (бл. 1572—1625) — англійський священнослужитель і автор, якого найбільше запам'ятали через його бестіарій.

## Біографія
Топселл народився та отримав освіту в Севеноксі, в графстві Кент. Він навчався в коледжі Христа в Кембриджі, здобув ступінь бакалавра і, ймовірно, магістра, перш ніж розпочати кар'єру в англіканській церкві. Він служив першим ректором Іст-Гоатлі в Сассексі, а згодом став постійним куратом Святого Ботольфа, Олдерсгейт (1604). Він був автором книг на релігійні та моральні теми, зокрема «Нагорода релігії» (1596) та «Плач часу» (1599).
«Історія чотириногих звірів» Топселла (1607) та «Історія змій» (1608), обидві опубліковані Вільямом Джаґгардом, були перевидані разом як «Історія чотириногих звірів і змій» у 1658 році. 1100-сторінковий трактат із зоології, робота Топселла повторює стародавні та фантастичні легенди про реальних тварин, а також повідомлення про міфічних тварин. Топселл, який сам не був натуралістом, покладався на попередні джерела, зокрема на Historiae animalium швейцарського вченого Конрада Геснера. «Я не хотів би мати Читача, — пише Топселл, — … уявіть собі, що я … переказав усе, що коли-небудь було сказано про цих Звірів, а лише [те, що] сказано багатьма».
Твори Топселла запам'яталися головним чином завдяки детальним і яскравим ілюстраціям, у тому числі знаменитому зображенню, відомому як «Носоріг Дюрера». Ілюстрації були широко відтворені в багатьох контекстах, а бестіарій Топселла передруковувався в різних сучасних виданнях, зазвичай у значно зменшеній формі.

## Забобони про справжніх тварин
Топселл, повторюючи стародавні легенди, надає справжнім тваринам екзотичні атрибути. Він пише, наприклад, що:
- У справжніх ропух в голові є Ропуховий камінь, який захищає людей від отрути.[6]
- Ласки народжують через вуха.
- Лемінги пасуться в хмарах.
- Слони поклоняються сонцю і місяцю і вагітніють, жуючи мандрагору.
- Людиноподібні мавпи бояться равликів.

Стосовно розмноження мишей, як пише Топселл, воно «відбувається не лише шляхом злягання, але й природа чудово працює, створюючи їх на землі».

## Фантастичні тварини
Покладаючись на авторитет «різних вчених людей», Топселл включає Горгону, Сфінкса, Мантикору, Ламію, Крилатого Дракона та Єдинорога. Однак він висловлює скептицизм щодо Гідри.

## Інші цитати
«Більшості людей так само необхідно, або, швидше, більш необхідно, щоб знати, як ловити мишей, ніж як ловити слонів».

## Галерея з«Історії чотириногих звірів і зміїв», 1658 р

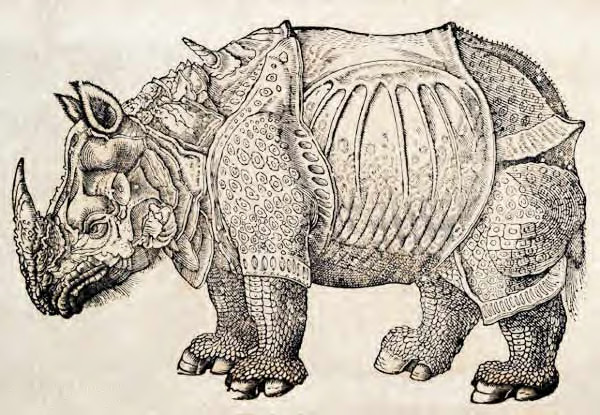
Ксилографія носоріг
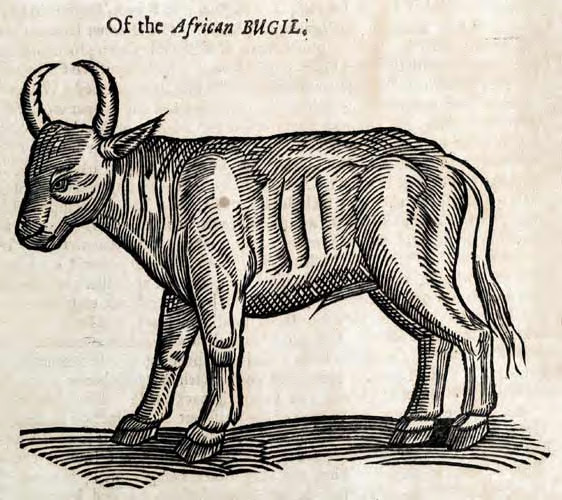
Африканська ксилографія Багіл-Корова
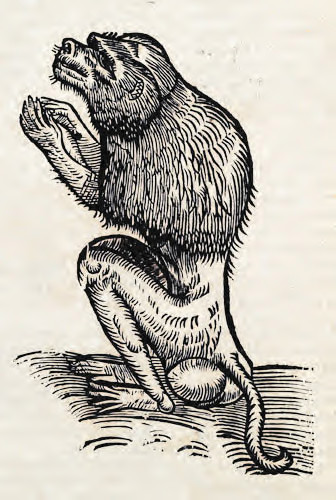
Гравюра на дереві бабуїн-тартарин
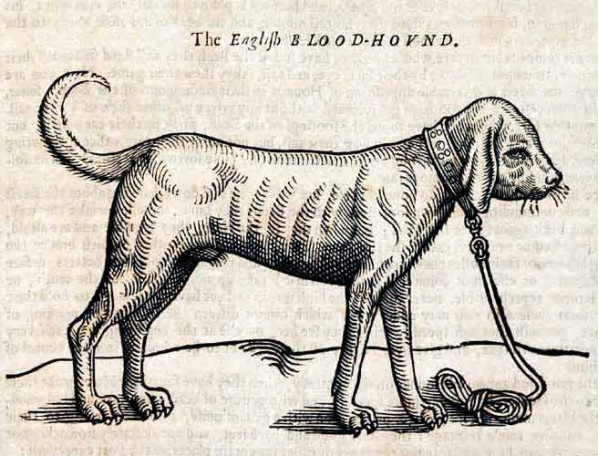
Ксилографія Бладгаунд
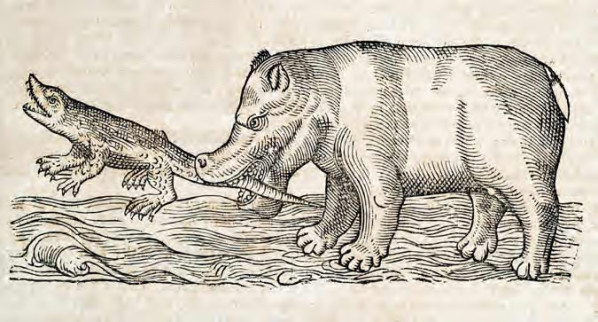
Гравюра на дереві«Річковий кінь» (Бегемот).
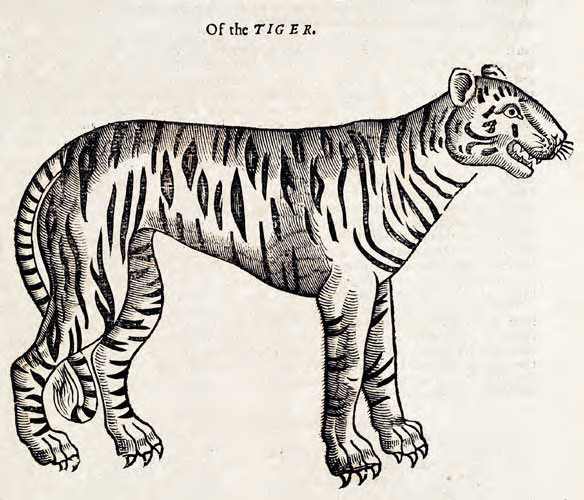
Тигр ксилографія